# Shenzhou 17
Shenzhou 17 – załogowy lot statku kosmicznego typu Shenzhou w ramach chińskiego programu kosmicznego. Kolejna załogowa misja do chińskiej stacji kosmicznej Tiangong.

## Załoga

### Podstawowa
- Tang Hongbo (2) – dowódca
- Tang Shegjie (1)
- Jiang Xinlin (1)